# گل‌زمان
گل‌زمان در سال ۱۳۱۸ در ولایت کابل زاده شد. او آوازخوان مشهور ولایت خوست است. علاوه بر آهنگ‌سرایی نوازنده و آهنگ ساز نیز است. در سال ۱۳۴۳ با رادیو کابل همکاری را آغاز نمود. گل زمان در سال ۱۳۶۱ جایزه آهنگ‌سرای درجه دو در سال ۱۳۶۲ جایزه آهنگساز درجه یک را در افغانستان بدست آورد. گل زمان بیشترین آهنگ‌های پشتو را در رادیو افغانستان خوانده‌ است. به صدای او بیش از ۸۵۰ آهنگ در آرشیو موسیقی رادیو افغانستان و بیش از هشتاد آهنگ در آرشیو تلویزیون ملی افغانستان موجود است.